# Buldan
Buldan là một huyện thuộc tỉnh Denizli, Thổ Nhĩ Kỳ. Huyện có diện tích 508 km² và dân số thời điểm năm 2007 là 27380 người, mật độ 54 người/km².